# Jisa-ye Danial
Jisa-ye Danial (em persa: جيسادانيال, também romanizada como Jīsā-ye Dānīāl; também conhecida como Jīsā) é uma aldeia do distrito rural de Kelarabad, no condado de Abbasabad, da província de Mazandaran, Irã.
No censo de 2006, sua população era de 172 habitantes, em 50 famílias.